# Xã Washington, Quận Cambria, Pennsylvania
Xã Washington (tiếng Anh: Washington Township) là một xã thuộc quận Cambria, tiểu bang Pennsylvania, Hoa Kỳ. Năm 2010, dân số của xã này là 875 người.